# 长柄獐牙菜
长柄獐牙菜（学名：[Swertia petiolata] 错误：{{Lang}}：文本有斜体标记（帮助））为龙胆科獐牙菜属下的一个种。

## 扩展阅读
- 維基物種上的相關：长柄獐牙菜